# 11451 Aarongolden
11451 Aarongolden este un asteroid din centura principală de asteroizi.

## Descriere
11451 Aarongolden este un asteroid din centura principală de asteroizi. A fost descoperit pe 22 august 1979 la Observatorul La Silla de Claes-Ingvar Lagerkvist. Asteroidul prezintă o orbită caracterizată de o semiaxă mare de 2,89 ua, o excentricitate de 0,07 și o înclinație de 1,6° în raport cu ecliptica.